# Aleksandrs Čaks
Aleksandrs Čaks (pe numele său din naștere Aleksandrs Čadarainis; n. 27 octombrie 1901, Riga, Imperiul Rus – d. 8 februarie 1950, Riga, Republica Sovietică Socialistă Letonă, URSS) a fost un scriitor leton.